# Luis Vicente Mira Pascual
Luis Vicente Mira Pascual (Valladolid, 7 de agosto de 1947 - Madrid, 19 de junio de 2014) fue un notable psiquiatra y psicoanalista, traductor de Jacques Lacan y presidente de la Asociación de Psicoanálisis del Campo Lacaniano. Desarrolló su actividad en París y en Madrid.

## Trayectoria
Vicente Mira estudió en la Facultad de Medicina en Valladolid, junto a Fernando Colina, otro futuro psiquiatra. Sólo muy inicialmente trabajó en su ciudad natal, tras concluir su licenciatura, pues su especialización en salud mental la hizo en París, desde 1974. 
Estuvo con distintos profesionales como Colette Soler, para quien el deseo "al principio del psicoanálisis fue la primera y la única palabra de la interpretación freudiana; al final, con Lacan, lo sigue siendo pero no completamente solo".
Tras psicoanalizarse finalmente con Colette Soler, realizó su trabajo en varias clínicas de París —como Laborde, dirigido por Jean Oury—. Y más tarde trabajó en el Hospital de Día para niños psicóticos en el Centro Médico de Senlis.
Desde 1985, Vicente Mira participó también en seminarios sistemáticos en Madrid, ciudad a la que regresó definitivamente en 1986. En los últimos decenios, pues, ejerció siempre como psicoanalista en Madrid, donde fundó el Ámbito Madrileño de Psicoanálisis, que luego dio lugar al Grupo de Estudios Madrileños de la Escuela Europea de Psicoanálisis. En 1998 se apartó para cofundar el Colegio de Psicoanálisis.
Fue el introductor de los Seminarios de Lacan al iniciar, en 1981, la versión castellana de Los escritos técnicos de Freud.
Colaboró en muchas revistas de Psiquiatría clínica, como Revista de la AEN, Estudios psicoanalíticos, Atopos, y otras de orientación lacaniana, como Silenos. Psicoanálisis y actualidad. Más bien su actividad como escritor, no extensa pero concentrada, se desarrolló en textos breves de las más dispares revistas del ramo. Asimismo fue un conferenciante asiduo, agudo y eficaz, hasta los últimos años de su vida, por todo el mundo. Pero era también un buen lector interesado por los temas más creativos del momento, no solo en literatura. Fue además, por ejemplo, un gran conocedor de la escultura africana.
Firmó el Manifiesto por el Psicoanálisis, para rescatar en el siglo XXI el papel del psicoanálisis como vía de escucha, conocimiento y alivio del dolor.
Trabajó hasta el final de su vida como psicoanalista reconocido. Murió repentinamente al finalizar la primavera de 2014.

## Balance
Vicente Mira fue un destacado psiquiatra y psicoanalista, traductor de Jacques Lacan. Fue presidente de la Asociación de Psicoanálisis del Campo Lacaniano y Miembro del Colegio de Psicoanálisis de Madrid.
Escribió tardíamente un trabajo amplio y renovador, Conceptos freudianos (2005), junto  con dos colaboradoras habituales suyas, Piedad Ruiz y Carmen Galiano. Suponía un estudio actualizado de los conceptos aportados por Freud —basado en los más importantes teóricos del psiconálisis— y que forman la arquitectura psicoanalítica, sin pretender hacer un tratado exhaustivo. Esto es, elegían sus autores núcleos freudianos como hilos conductores del libro para pensar la clínica psicoanalítica. Consta de cuatro partes: primeras elaboraciones; dinámica del inconsciente y pulsiones; teoría de la libido y organización del Yo; tratamiento psicoanalítico. 
En octubre de 2015 se publicó un volumen con una secuencia de artículos releventes.